# Bali, Jiangsu
Bali (kinesiska: 八里, 八里镇) är en köping i Kina. Den ligger i provinsen Jiangsu, i den östra delen av landet, omkring 62 kilometer nordost om provinshuvudstaden Nanjing. Antalet invånare är 25 576. Befolkningen består av 13 074 kvinnor och 12 502 män. Barn under 15 år utgör 7,0 %, vuxna 15-64 år 84 %, och äldre över 65 år 8,0 %.
Runt Bali är det mycket tätbefolkat, med 1 411 invånare per kvadratkilometer. Närmaste större samhälle är Zhenjiang, 10,3 km sydost om Bali. Trakten runt Bali består till största delen av jordbruksmark.
Genomsnittlig årsnederbörd är 1 277 millimeter. Den regnigaste månaden är juli, med i genomsnitt 262 mm nederbörd, och den torraste är december, med 31 mm nederbörd.